# Видение дона Родерика
«Виде́ние до́на Ро́дерика» (англ. The Vision of Don Roderick) — поэма Вальтера Скотта, написанная в честь успехов герцога Веллингтона в Пиренейской кампании. Все доходы должны были быть переданы пострадавшим в войне португальцам. «Видение» — политическая поэма, переносящая в сон вестготского короля Испании Родериха картины будущих событий истории. Сюжет основан на одной из любимых детских книг Скотта, «Гражданских войнах в Гранаде» (Guerras civiles de Granada) Хинеса Переса де Ита. Он начал работу над поэмой весной 1811 года, но работа над ней оказалась трудной и шла медленно. После завершения работы над ней, Скотт небрежно называл поэму «патриотической марионеткой» и, в целом, был низкого мнения о ней.
«Видение дона Родерика» была опубликована 2 июля 1811 года в издательстве James Ballantyne and Co. (в Эдинбурге) и Longman, Hurst, Rees, Orme, and Brown (в Лондоне). Несмотря на негативную оценку самого Скотта, она была хорошо принята публикой, и Скотт заработал сто гиней для португальского военного фонда. Реакция критиков была более сдержанной. Quarterly Review высоко оценил яркость описаний, но выразил сожаление, что произведению не хватило интриги. Фрэнсис Джеффри из Edinburgh Review также подверг критике отсутствие сюжета и персонажей.